# زیردریایی یو-۳۴۲
زیردریایی یو-۳۴۲ (به انگلیسی: German submarine U-342) یک زیردریایی بود که طول آن ۶۷٫۱ متر (۲۲۰ فوت ۲ اینچ) بود. این زیردریایی در سال ۱۹۴۳ ساخته شد.